# Eanmund de Kent
Eanmund va ser rei de Kent, no se sap si després o juntament amb Sigered, al voltant de l'any 764.
Només se'n conserven un document on figura el seu nom com a testimoni de l'arquebisbe Bregowine (761–764).